# När ditt mod i striden sviktar
När ditt mod i striden sviktar är en psalm med text av Eric Bergquist, som avled 1906. Psalmen finns publicerad i ett flertal av de olika psalmböckerna på svenska. Psalmen har fem 8-radiga verser.

## Publicerad i
- Kom 1930 som nr 74 under rubriken "Trosliv och helgelse"
- Segertoner 1930 som nr 44 under rubriken "Guds trofasthet och omsorg"